# Paratetrapedia nigripes
Paratetrapedia nigripes är en biart som först beskrevs av Heinrich Friese 1899.  Paratetrapedia nigripes ingår i släktet Paratetrapedia och familjen långtungebin. Inga underarter finns listade i Catalogue of Life.